# Kameroenschaap

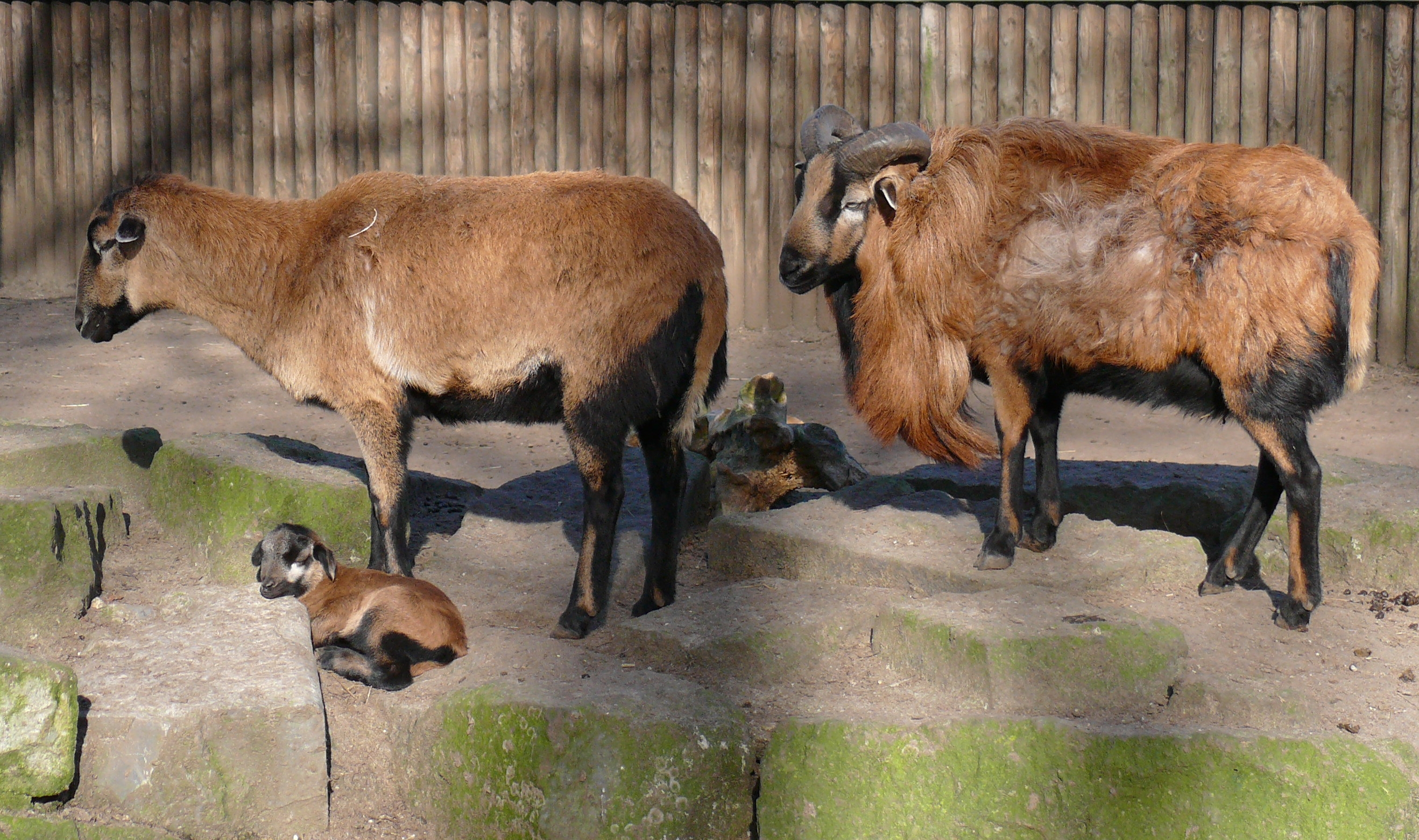
Kameroenschapen

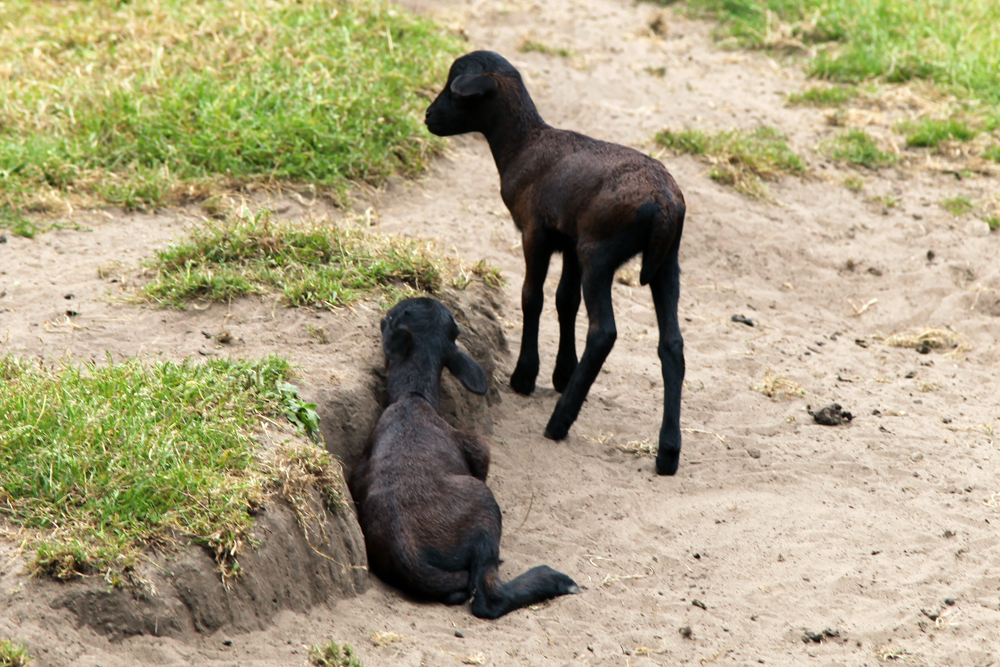
Twee lammetjes

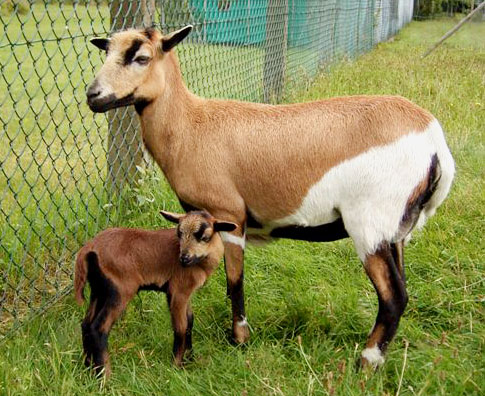
Een ooi met een lam

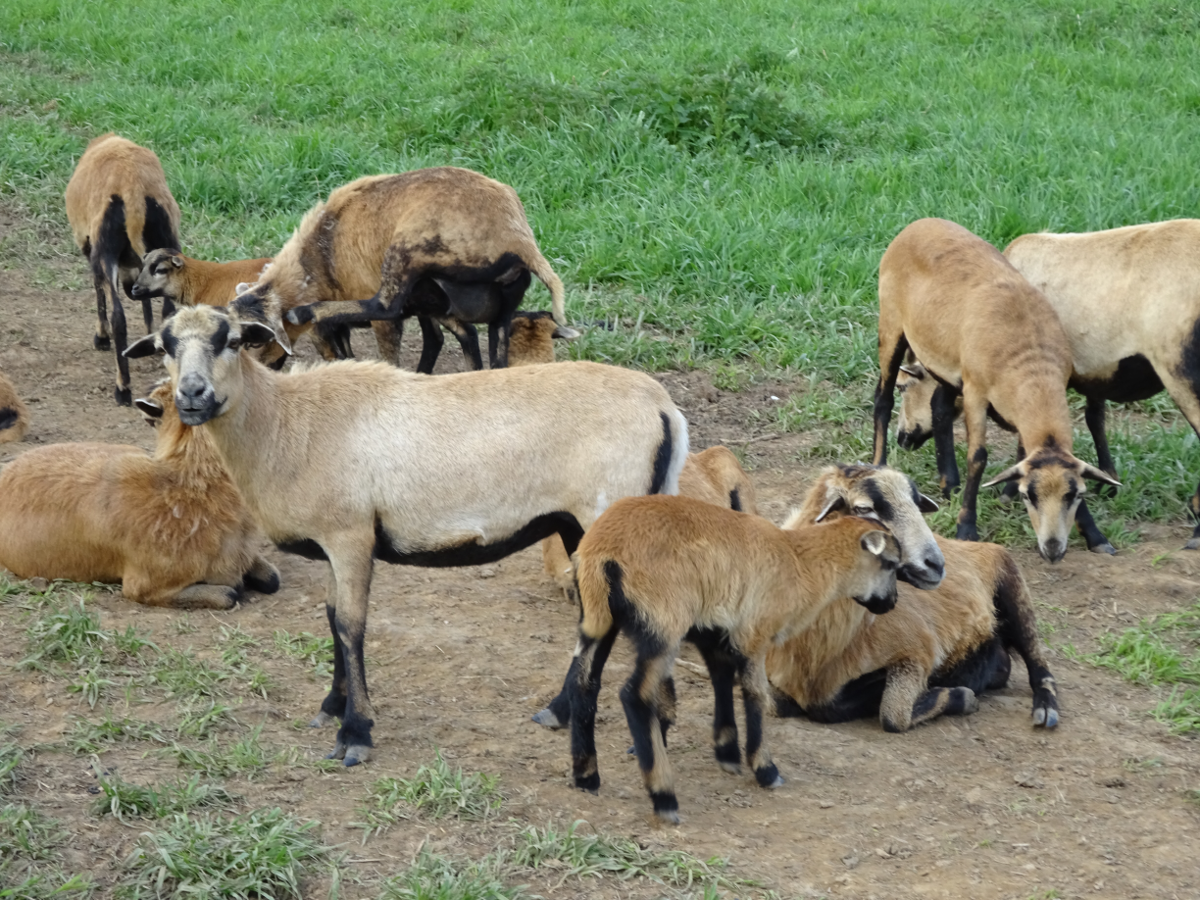
Een kudde Kameroenschapen

Het Kameroenschaap (Europese benaming) of Djallonké is een schapenras uit West-Afrika. De schapen worden vooral voor het vlees gehouden. Ooien van dit ras kunnen twee keer per jaar lammeren. De meest voorkomende kleur (in Europa) is bruin met een zwarte buik, kop en benen.

## Naamgeving
De originele naam voor het schaap in het Fula is 'Djallonké'. Gedurende het koloniale tijdperk exporteerden Duitse en Franse kolonisten schapen uit West-Afrika naar Frankrijk en Duitsland. Het ras werd toen 'Kameroenschaap' of 'West-Afrikaans dwergschaap' genoemd. De Duitsers waren vooral geïnteresseerd in de zwartbuikige dieren omdat die een meer 'wilde' kleur hebben, zoals een antilope. In West-Afrika had men dit kleurtype juist liever niet. In Europa kwamen de schapen meestal terecht in dierentuinen of privécollecties. Duitse importeurs gaven de schapen een naam die verwees naar de afkomst er van. Ten onrechte worden de nakomelingen van deze dieren in Europa als een apart ras beschouwd. Ook liefhebbers uit de Verenigde Staten importeerden schapen uit verschillende landen van West-Afrika en geven deze de naam van de regio van afkomst. Volgens de organisatie van fokkers is 'Djallonké' de enig juiste naam.

## Kleur
De kastanjekleurige tekening komt niet veel voor in de Djallonké, maar is slechts een van de vele. Deze kleur is nergens te vinden in West-Afrika. Het is een zeldzaamheid geworden. Dit terwijl het in Europa de meest voorkomende kleur is. Zwartbuik chocolade, zwartbuik lichtbruin, zwartbuik donkerbruin en volledig zwart komen het meest voor in landen als Duitsland, Nederland, België en Frankrijk. Omdat ze in Europa al vele generaties deze kleur fokken, is er een interessante genetische cluster ontstaan. En dit genetische materiaal is erg interessant voor bloedverversing in Afrika.

## Verspreiding
Internationale dierentuinen en particuliere fokkers beweren vaak dat dit een zeldzaam ras is met een gering aantal. Dit is echter incorrect. Dit komt mede door de verkeerde benaming in Europa en Amerika. Het ras is een van de meest populaire en meest verspreide schapenrassen in Afrika. Zo zijn er in Ivoorkust meer dan 1,2 miljoen Djallonké-schapen. Ook in Togo is het ras wijdverspreid; naar schatting zijn er meer dan 0,5 miljoen exemplaren. Vergelijkbare aantallen zijn te vinden in landen zoals Benin, Kameroen en Guinee. En de African Ornamental Breeders Association (AOBA) kudde in het zuidwesten van de Democratische Republiek Congo telt in totaal 5000 schapen.

## Internationale Stamboekwerking
Het internationale stamboek dat de rasstandaard vertegenwoordigt, wordt beheerd door de African Ornamental Breeders Association (AOBA) via haar dochteronderneming International Studbook for Djallonké Goats & Sheep (ISDGS), een organisatie opgericht door de Congolees-Belgische filantroop Jean Kiala-Inkisi. Deze is internationaal actief in 32 landen in Afrika en Europa o.a in Nederland, Vlaanderen en het Verenigd Koninkrijk. Het erkent het Kameroenschaap niet als een apart ras, maar als zijnde een synoniem aan Djallonké. Ook weigert ze de Duitse rasstandaard van het Kameroenschaap opgelegd door de "Vereinigung Deutscher Landesschafzuchtverbände (VDL)" te erkennen.